# Завалихіно
Завалихіно (рос. Завалихино) — присілок в Козельському районі Калузької області Російської Федерації.
Населення становить 9 осіб. Входить до складу муніципального утворення Присілок Сеніно-Перше.

## Історія
Від 2004 року входить до складу муніципального утворення Присілок Сеніно-Перше.

## Населення
| 2002 | 2010 |
| ---- | ---- |
| 19   | ↘9   |